# 岡山赤十字看護専門学校
岡山赤十字看護専門学校（おかやませきじゅうじかんごせんもんがっこう）は、岡山県岡山市北区に所在する私立の専修学校。運営母体は、日本赤十字社。

## 沿革
- 1935年（昭和10年）- 日本赤十字社岡山支部病院救護看護婦養成所が設立される。
- 1943年（昭和18年）- 岡山赤十字病院救護看護婦養成所に改称する。
- 1948年（昭和23年）- 岡山赤十字看護学院に改称する。
- 1951年（昭和26年）- 岡山赤十字高等看護学院に改称する。
- 1976年（昭和51年）- 岡山赤十字看護専門学校に改称する。
- 1985年（昭和60年）- 現在地（岡山市北区青江）に移転する。
- 1998年（平成10年）- 男子学生の募集を開始する。

## 学科
- 医療専門課程 看護学科（3年制）